# Вікопізано
Вікопізано (італ. Vicopisano) — муніципалітет в Італії, у регіоні Тоскана, провінція Піза.
Вікопізано розташоване на відстані близько 260 км на північний захід від Рима, 55 км на захід від Флоренції, 16 км на схід від Пізи.
Населення — 8639 осіб (2014).

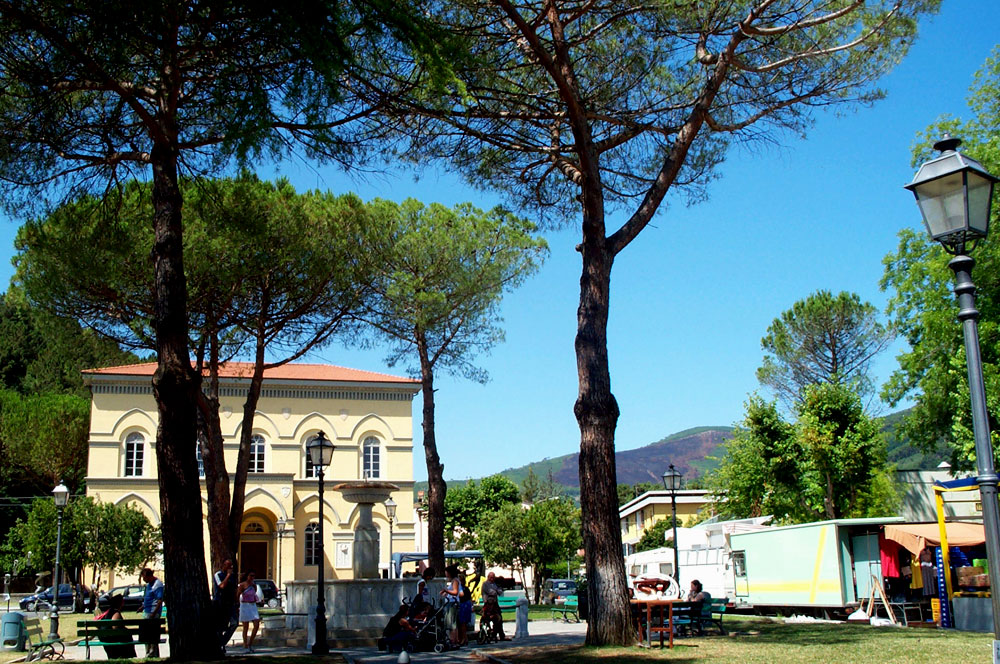

Щорічний фестиваль відбувається першої неділі жовтня. Покровитель — Santa Maria.

## Демографія
Населення за роками:

Станом на 1 січня 2023 року в муніципалітеті офіційно проживало 468 іноземців з 47 країн, серед них 131 громадянин країн Євросоюзу та 15 громадян України.

## Сусідні муніципалітети
- Б'єнтіна
- Буті
- Кальчі
- Кальчиная
- Кашина
- Сан-Джуліано-Терме